# Ткацький верстат

Традиційний ткацький верстат (реконструкція) з українського Полісся, експозиція Музею історії ткацтва Чернігівщини, смт. Козелець

Тка́цький верста́т — верстат, що виробляє з ниток різноманітні види текстильних тканин, основна машина ткацького виробництва.
Ручний ткацький верстат також називають кро́снами (прасл. *krosno < *kre/*kro — «край»). У деяких діалектах словом «кросна» називають і саме полотно. Зараз більшість вироблюваного полотна виготовлюється на сучасних механічних верстатах, а ручні можна знайти лише в небагатьох хатніх господарствах.

## Історія
Перші письмові згадки про ткацькі верстати датуються 457 роком нашої ери у працях невідомого грецького історика. Створення ткацького верстата відносять до доби верхнього палеоліту. Виділяють три типи верстатів — найпростіший верстат (без стійок-станин), верстат на сохах, рамний верстат. Найпростіший варіант — портативний вузьконавійний горизонтальний наспинний верстат, у якому один кінець ниток основи кріпиться до пояса ткалі, а другий — до нерухомої опори; він до XX століття зберігався в архаїчному варіанті в айнів, хантів та деяких інших народів, у дещо вдосконаленому варіанті — в народів Південно-Східної Азії та ін. Стаціонарний (так званий горизонтальний) ткацький верстат з'явився в ранньому неоліті в землеробів Родючого Півмісяця, надалі в Єгипті, наприкінці неоліту — в Індії та Судані. Він мав вигляд низькорозташованої жорсткої чотирикутної рами з начинням і бердом; працювали на ньому зазвичай дві ткалі. Горизонтальний верстат цього типу був громіздким і незручним, тому поступово він витіснився так званим вертикальним верстатом з важками: він являв собою вертикально закріплену, злегка похилу П-подібну раму, до верхньої перекладини якої кріпилися нитки основи, натяження яких забезпечувалося прив'язаними на їхніх кінцях важками. Найдавніші знахідки і зображення верстатів такого типу відомі в Угорщині (кінець VII тисячоліття до н. е.), звідки верстат поширився до Анатолії (Чатал-Гьоюк), Центральної і Східної Європи (до Середньої Наддніпрянщини), потім до Греції і Північної Італії, пізніше на північ до Скандинавії, в елліністичний період з'являється в Бактрії.
З середини II тисячоліття до н. е. в Передній Азії отримує поширення верстат, що сполучує елементи різних типів: основа натягається високорозташовану горизонтальну раму між двома валиками, а начиннєвий та інші допоміжні пристрої кріпляться вище рівня станин, основа йде під кутом догори. Працювали на ньому переважно чоловіки. Ткач працював сидячи, починав роботу від переднього до заднього навою. Тоді ж з'являється човник.
У різних регіонах переважали різні види верстатів: горизонтальні і вертикальні, пересувні і стаціонарні, вузько- і широконавійні, ремізні й безремізні та ін. Використовувалися й архаїчні ткацькі пристрої: дощечки, бердечка, рогульки, ткання на сволочку, на гілочці тощо в слов'ян.
У XII—XV з'явилися педалі для піднімання різні групи ниток основи, що звільнило руки ткача й уможливило створювати тканини зі складним рисунком. У 1733 році з'явився перший зразок механічного верстата — з півавтоматичним прокладанням човника. У 1785 році винайдений механічний верстат з ножним приводом Е. Картрайта, в 1804—1808 рр. — верстат Жаккара, в 1879 році — електрична ткацька машина В. Сіменса. У 1896 році фірма Дж. Нортропа розробила верстат з автоматичною заміною човників. У 1927 році радянський конструктор С. О. Динник створив багатозівний круглий ткацький верстат, а в 1949 р. В. Прозоров — плоский багатозівний верстат. Сучасні ткацькі верстати керуються за допомогою комп'ютерних систем.

### В Україні
Археологічні знахідки ткацьких верстатів на території України належать до доби палеоліту. В Україні побутували два різновиди верстатів — вертикальний (так звані «розбої») і горизонтальний. Перший був досить архаїчним і на початок XX ст. практично вийшов з ужитку. Він являв собою звичайну раму, на яку натягали нитки основи. Візерунок закладали вручну, або за допомогою тонкої палички («глиці»). Ущільнення ниток проводили спеціальними гребенями. На відміну від вертикального горизонтальний верстат мав ремізки («начиння») — пристрій для піднімання й опускання ниток основи, вони уможливлювали робити різноманітні види переплетень і виготовляти безліч різновидів ткацьких виробів.

## Ручний ткацький верстат

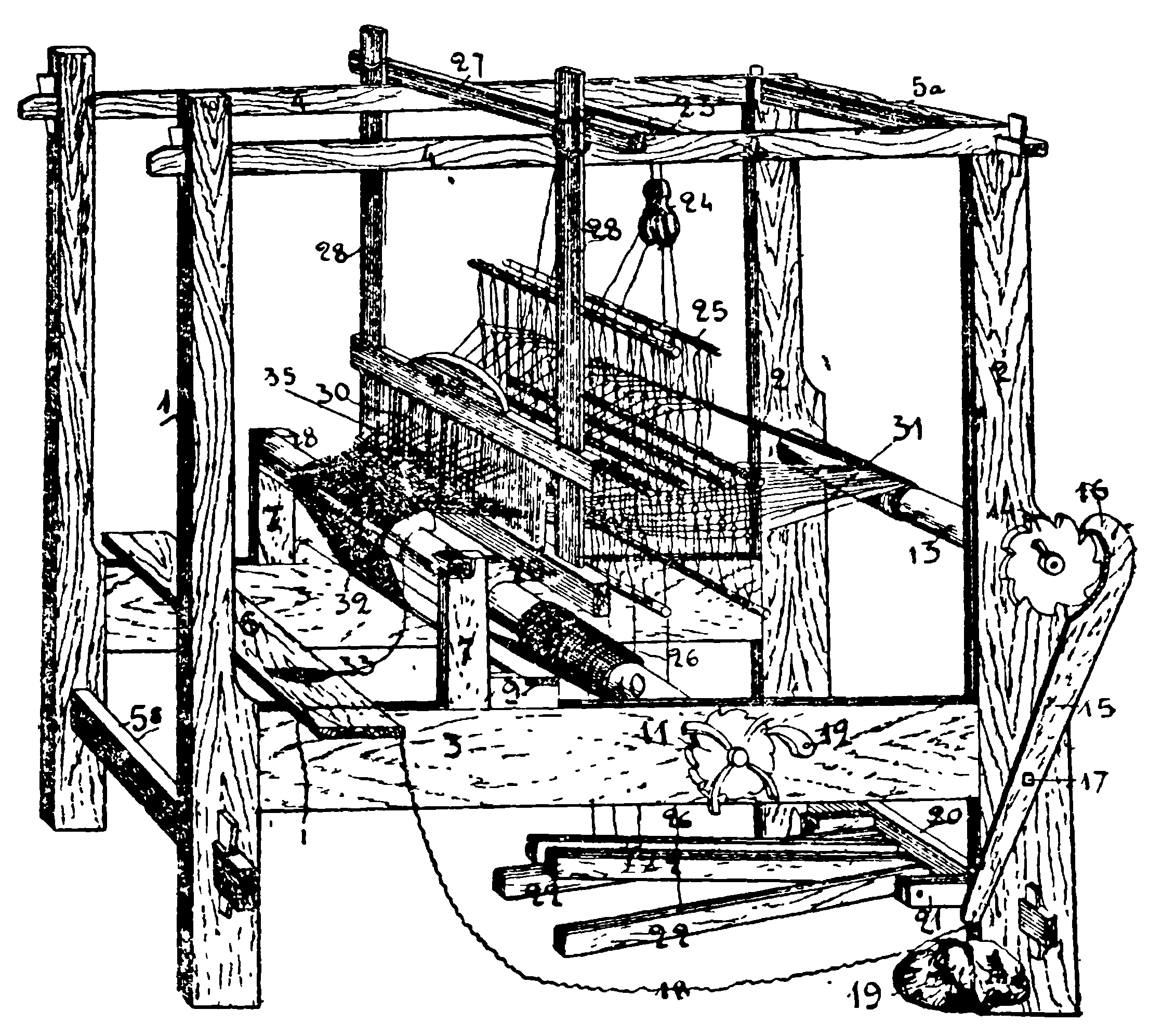
Будова гуцульських кросен за словником Грінченка: 1) передні стояни (передні коники); 2) задні стояни (задні коники, слупки); 3) ставки (стативи, коні, застрямини); 4) жердки (победрини); 5а) поперечниця (жердка); 5б) поперечниця (шайда); 6) сідавка (сідець, сідак, лавка); 7) льонтки (льонки, ломки); 8) маґіль (маґоль, штак, магівниця); 9) штак; 10) спідній навій (воротило); 11) триб (колесо, трибок); 12) песик (цуґа); 13) верхній навій (воротило); 14) триб (сучка, кєгло, колесо, коло); 15-16) цуґа (песик, сука); 17) чіп; 18) шнур противаги; 19) камінь-противага; 20) поперечниця (шайда); 21) вухо (качка, жабка); 22) підніжки (поножі), надіті на шворінь; 23) середня жердка (скракник); 24) скраклі (жабки, жидки) з кільцями; 25) начиння; 26) мотузки (мотузи, мотузочки); 27) жердка (стріла); 28) снизьки (лядобійці, хвости); 29) ляда (набівка, властива ляда), а в ній: 30) блят (бердо); 31) основа; 32) полотно; 33) човник; 34) полотно, навите на спідній навій.

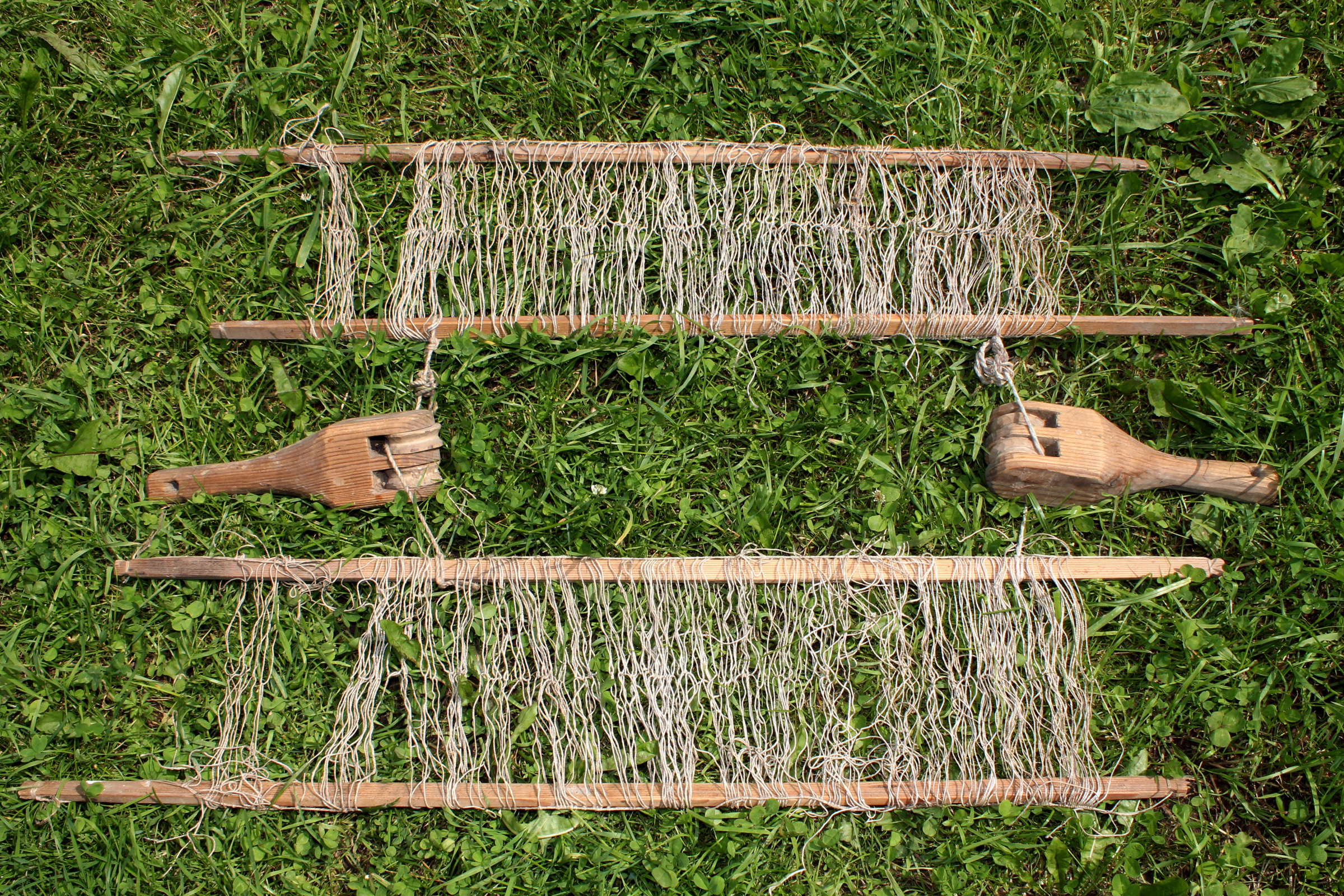
Начиння і скраклі білоруських кросен (Вітебська область)

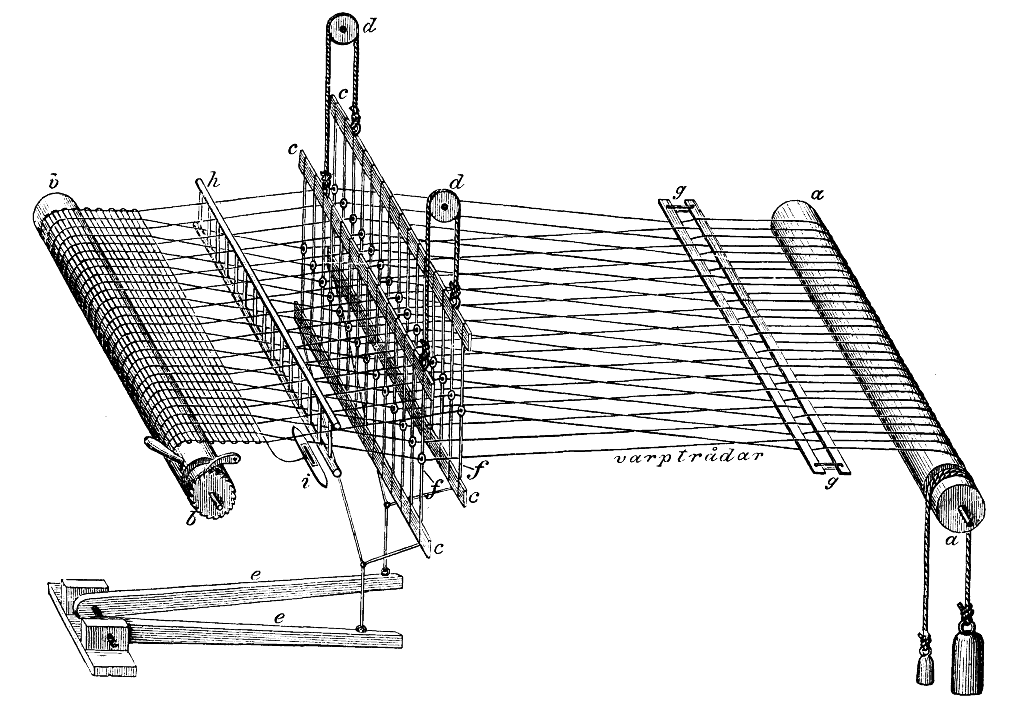
Схема розташування ремізок в основі

1) Рама
2) Сідець
3) Верхній навій
4) Нитки основи
5) Задній маґель
6) Ниткороздільник
7) Начиння
8) Вічко начиння
9) Човник з утоковою ниткою
10) Зів
11) Готове полотно
12) Передній маґель
13) Ляда з бердом
14) Верхній брусок ляди
15) Нижній брусок ляди
16) Підніжки
17) Нижній навій

Традиційний український ручний ткацький верстат-кросни складався з таких елементів:
- Рама кросен — каркас, основа конструкції. Складалася з таких частин: 4 вертикальних стійок («стоянів», «слупків» або «коників»), двох нижніх поздовжніх перекладин («ставок»), двох верхніх поздовжніх перекладин («жердок» або «победрин»), і поперечних перекладин («поперечниць»). Верхні поперечні перекладини ще називалися «жердками», нижні — «шайдами».
- Навій (діал. «воротило», «воротіло») — вал, на який навивають нитки основи і намотують готове полотно. У традиційному верстаті два навої — нижній («спідній») і верхній. На верхній навій намотували нитки основи, нижній слугував валом для готової тканини. Навої виготовляли в основному із сосни і також з плодових дерев — груші, яблуні. Передній навій міг бути зв'язаний передачею (регулятором) з лядою для синхронізації ударів останньої з намотуванням готової тканини (що важливо для рівномірного натяження основи)[6].
- Ляда, набівка — частина верстата, крізь яку проходять нитки основи і за допомогою якої прибиваються одна до одної утокові нитки. Складається з таких деталей: двох дерев'яних горизонтальних брусків (власне ляди або «рами»), бічних стійок («снизьок», «лядобійців», «хвостів»), берда («бляту») і верхньої перекладини («стріли», «роспинки»), що лежала на поздовжніх жердках каркаса кросен, завдяки їй ляда могла гойдатися взад і вперед на зразок гойдалки. Нижні кінці стійок закріплені у нижньому бруску, верхній брусок вільно пересувається уверх і униз. Між брусками ляди поміщається бердо, яке входить у видовжену заглибину нижнього бруска. Верхній брусок пересувається донизу, і притискуючи бердо, фіксує його у стоячому стані. Для кріплення верхнього бруска до берда застосовуються два клинки. Подаючи ляду на себе, зубцями берда ущільнюють утік, а будучи відпущеною, вона відтягається назад від маґлю шнуром з противагою.
- Бердо (заст. «блят») — деталь ляди, що нагадує гребінь у рамці. Крізь прозори зубців берда проходять нитки основи.
- Маґіль або маґель (від нім. Mange(l) через пол. magiel)[2] — поперечна деталь у вигляді качалки, валка, над якою проходить готове полотно і до якої прибивається утік лядою.
- Льонтки, льонки, ломки — вертикальні короткі бруски, встановлені на ставках, що слугують опорами для маґлю
- Човник — дерев'яна колодочка з шпулею («цівкою»), до якої кріпиться утокова нитка. За допомогою човника утік просилюють у зів ниток основи.
- Ставка, статив, кінь, застрямина — нижня поздовжня перекладина, що має вигляд широкої дошки. Через ставки проходить вал нижнього навою, а на них розміщене сидіння («сідавка», «сідець»).
- Начиння, ремізки (діал. «ничениці», «нечілниці», «нити») — пристрій для піднімання й опускання ниток основи. Являє собою нитяні рукави, натягнуті на паралельно розміщені дерев'яні пластинки (шохти, у Галичині шофти, ціпки). У рукавах зроблені вічка, через які і проходять нитки основи, при цьому парні нитки проходять через вічка першого рукава-ремізки, а непарні спочатку проходять через нитки першої ремізки, потім — через вічка другої. Верхні пластинки начиння мотузками підвішуються через скраклі до скракника, нижні — мотузками з'єднуються з педалями. Від кількості ремізок залежить візерунок тканини, для простого переплетіння досить двох: одної для парних, другої — для непарних ниток основи[7]. Для в'язання начиння використовували спеціальний прилад — стілець чи лавку[8]. У складних переплетеннях число ремізок сягає 30.
- Скраклі, жабки, карпульці, коклюшки — дерев'яні блочки, на яких підвішувалося начиння.
- Скракник або переклад — верхня перекладина, до якої підвішувалися скраклі з начинням.
- Жердка або победрина — верхня поздовжня перекладина. До жердок кріпився скракник, на них також лежала верхня перекладина ляди («роспинка» чи «стріла»).
- Шайда — нижня поперечна перекладина. До одної з шайд кріпилися педалі («підніжки»)
- Підніжки або поно́жі — педалі, за допомогою яких приводять у дію начиння.
- Жабки або качки — короткі бруски, між якими закріплені підніжки.
- Сіда́вка або сіде́ць — сидіння для майстра у вигляді дошки, яка лежить на нижніх поздовжніх перекладинах («ставках»)
- Триб — коліщатко в місці проходу вала навою через раму, споряджене храповим механізмом
- Песик, ді́до[9] або цуґа — храп біля триба, що запобігає зворотному обертанню навоїв.
- Шинка — дощечка, закладана між нитками основи для запобігання їх перепутуванню[10].
- Важка — дерев'яний гачок з прив'язаним до нього тягарцем для підтримування шинки[11].
- Шпарутки — пристрій для додержання рівної ширини витканого полотна, що складається з двох зв'язаних кінцями дощечок, які розсувають на необхідну довжину і розтягують краї тканини[12] (шпарують)[13].

### Робота на кроснах
На верхній навій намотують нитки основи, ця операція називається снуванням. Для цього використовують пристрій, відомий як «ритки» («оснівниця», «снувавка», «снувалка»). Одна довга нитка має утворити петлі, що стають нитками основи. Петлі просилюють через комірки риток і пропускають через них палицю-валок, який надалі кріплять до нижнього навою (у спеціальному пазі чи прив'язуючи шнурками). За допомогою закріпленого на шнурі гачка («ключки») протилежні кінці ниток проводять через комірки берда і через вічка рукавів начиння, і так само кріплять до верхнього навою.
Готують човник, намотуючи на його шпулю (інакше цівку) утокову нитку — за допомогою ремісника і звіяшок.
Коли основа і човник заправлені, приступають безпосередньо до самого ткання. Натискуючи на одну з підніжок, розсувають вгору та вниз ремізки, які, у свою чергу, розсувають нитки основи, утворюючи зів, через які майстер просовує човник з утоковою ниткою. Проклавши утік, його ущільнюють, прибиваючи бердом ляди. Потім натискуванням на другу підніжку знову переміщають ремізки, міняючи місцями парні і непарні нитки основи, і повторюють ті ж самі операції. Готове полотно поступово намотують на нижній навій.

## Механічний ткацький верстат

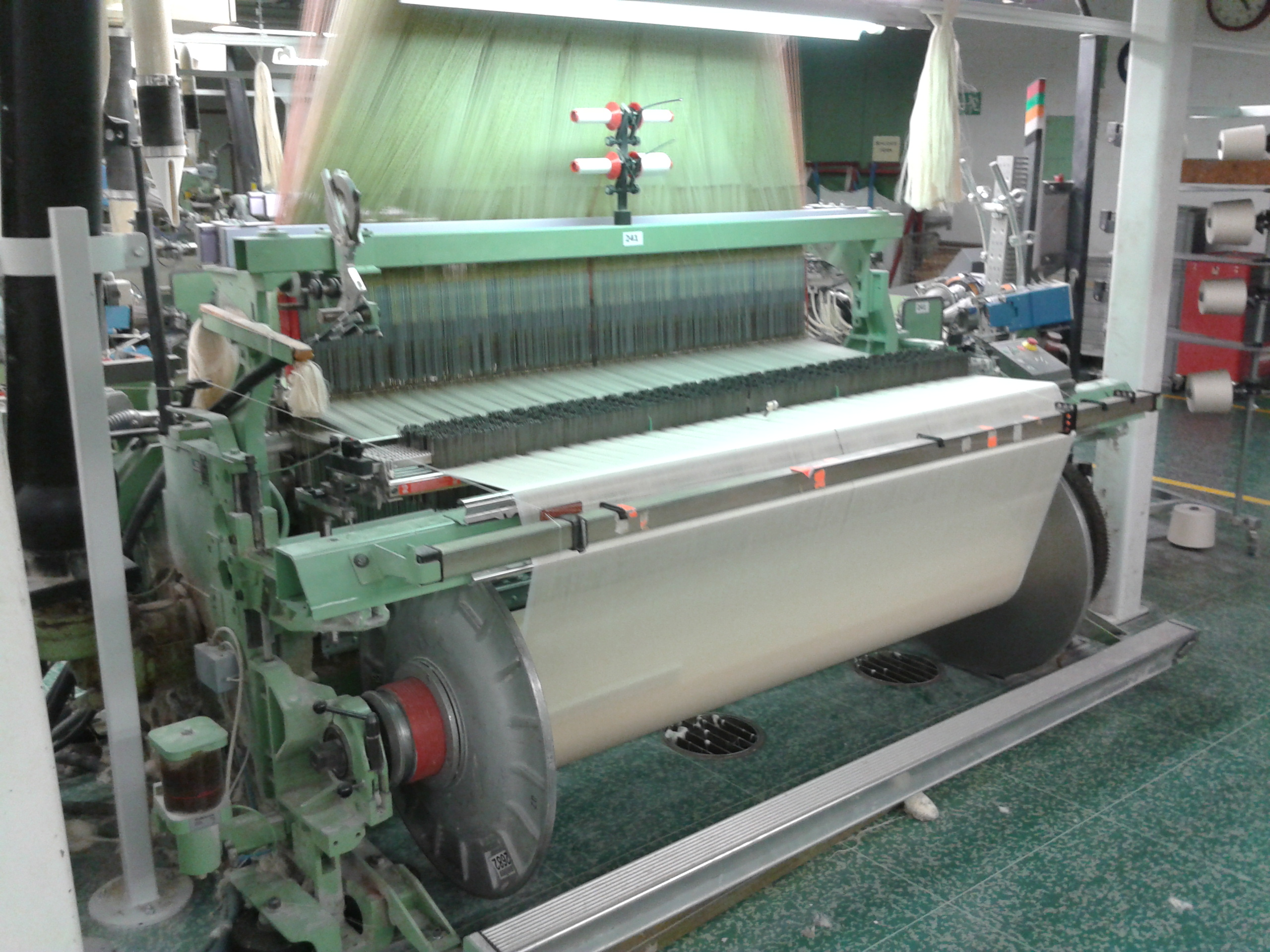
Механічний ткацький верстат

Робота на ручному ткацькому верстаті була досить трудомістким і втомливим процесом, що вимагав постійної уваги. Навіть з використовуванням регулятора навою і летючого човника ткач робив не більше 60 човникових проходів у хвилину. Окрім того, ширина тканини обмежувалася довжиною навою з встановленими на ньому нитками основи і не могла перевищувати довжини руки ткача (близько 80 см). Щоб виробляти ширше полотно, на промисловому виробництві використовували широкі верстати, на який працювали два робітники, що стояли по боках: вони просилювали човник у зів, протягуючи його один одному. Величезне зростання сукняного виробництва в Англії у перших десятиліттях XVIII ст. (у 1740 році один Йоркширський округ випускав 100 000 шматків сукна в рік) вимагало ощадливішого використовування робочої сили.
У 1733 з'явився так званий «летючий човник», винайдений Джоном Кеєм (John Kay). Як вказувалося в тексті патенту, це був «човник, винайдений недавно для кращого і акуратнішого ткання широкого сукна, саржі, вітрильного полотна і взагалі широких матерій». Перший справжній механічний верстат розроблений у 1784 році Едмундом Картрайтом (побудований наступного року). Знадобилося ще 47 років, щоб верстати стали повністю автоматичними: конструкції Кентворті і Буллоу з'явилися у 1834—1835 роках.
Протягом двох з половиною століть з'явилося багато типів механічних верстатів. Мінявся принцип кріплення основи: так, існують навійні і безнавійні верстати — в останніх нитки основи подають безпосередньо зі шпуль. По-різному використовується і човник: існують верстати з одним човником, з кількома (багаточовникові верстати) і навіть такі, на яких він взагалі відсутній (безчовникові верстати).
Для роблення складних переплетень застосовують верстат Жаккара («жаккардів верстат»).

### Класифікація

#### За способом утворення тканини
Залежно від способу утворення тканини верстати бувають двох типів:
- Верстати з перервним утворенням тканини (багаточовникові та безчовникові)
- Верстати з неперервним багатомісним утворенням тканини.

#### За конструкцією
За конструкцією розрізняють:
- пласкі
- круглі (використовують тільки для вироблення спеціальних тканин, наприклад рукавних).
- квадратні

Найбільш розповсюджені плоскі багаточовникові верстати.

#### За матеріалом вироблюваної тканини
Залежно від використання пряжі та призначення тканин ткацькі верстати призначаються для вироблення бавовняних, шовкових, вовняних, скляних, металічних та ін. тканин.

#### За наявністю човника

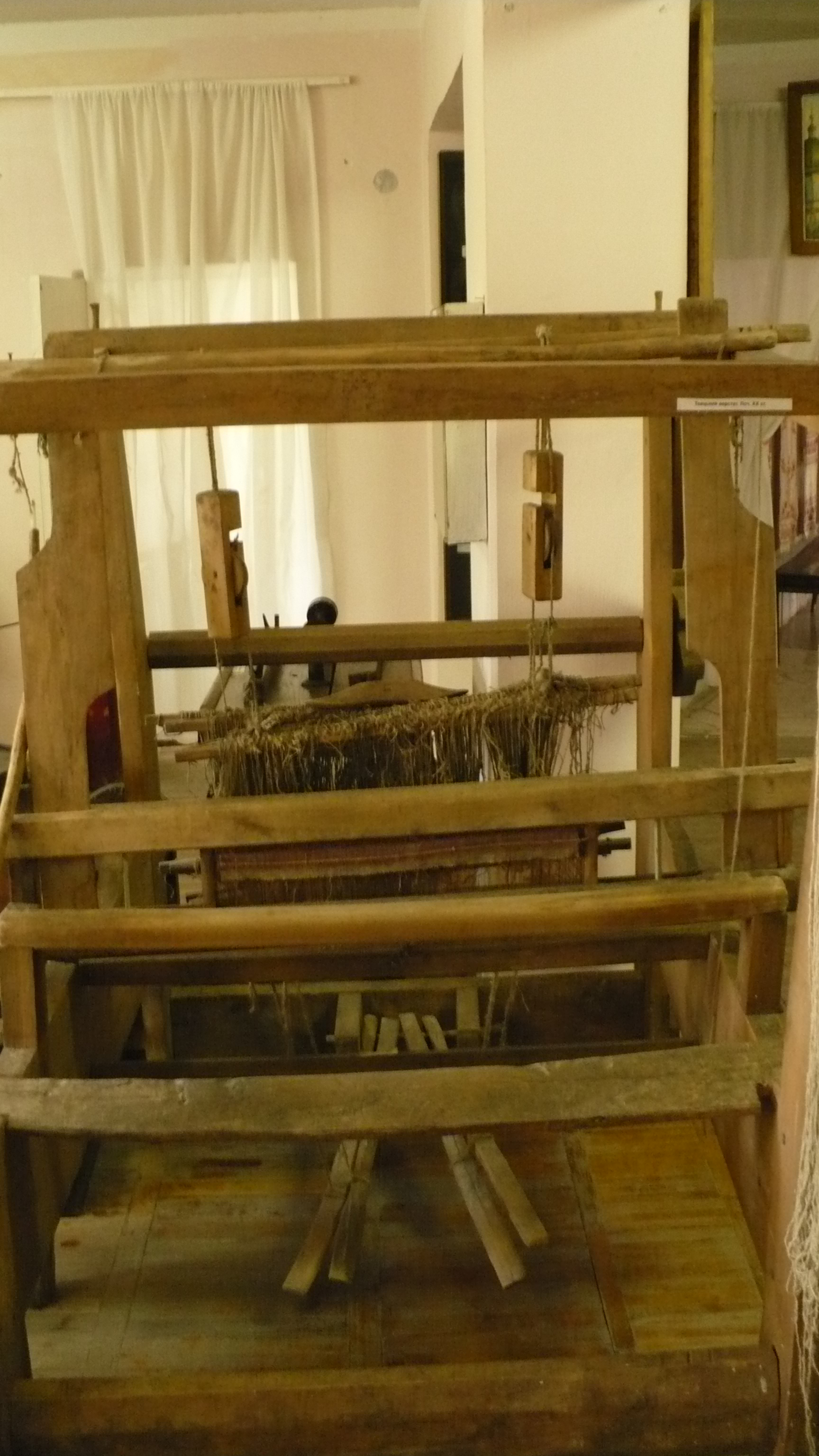
Ткацький верстат, поч. ХХ ст., Полтавщина, експозиція краєзнавчого музею, м. Миргород

- Човникові верстати — тип верстатів, у яких утік просилюється між нитками основи за допомогою човника, як і у ручних верстатах
- Безчовникові верстати — верстати, що не мають човника, а утік прокладається через нитки основи за допомогою планок (рапір).

#### За типом зівоутворювального механізму
- ексцентрикові
- кареткові
- жаккардові
- човникові
- автоматичні

#### За шириною утворюваної тканини
Верстати можуть бути вузькими (виробляють тканину шириною до 100 см) і широкими, призначатися для легких, середніх та важких верстатів.

## Див. також

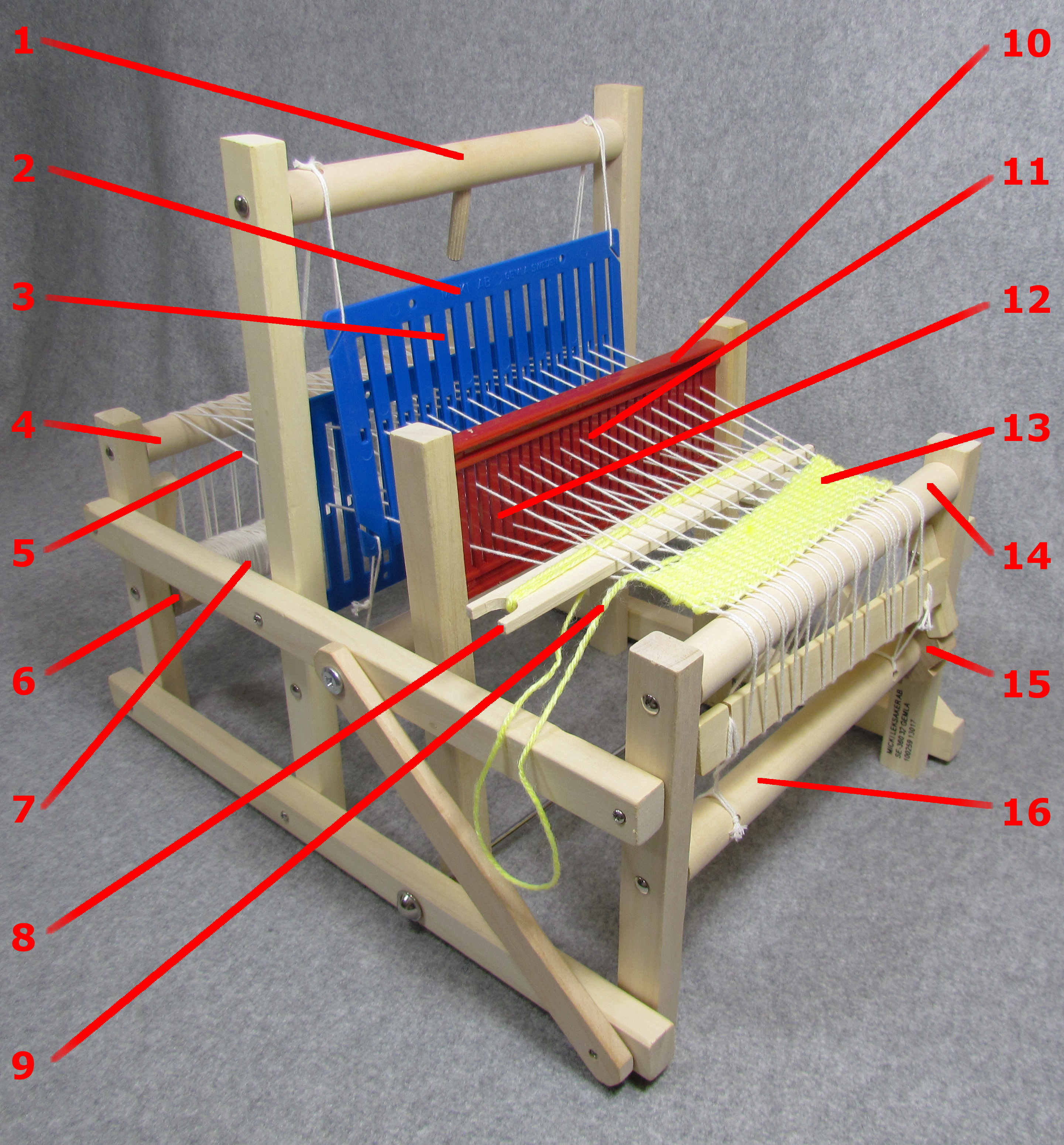
Іграшковий ткацький верстат. 1 — вал ремізок, 2 — ремізка, 3 — ничельниця з вічком, 4 — скало (задній магель), 5 — нитка основи, 6 — храповик, 7 — задній навій, 8 — човник, 9 — утік, 10 — ляда, 11 — бердо, 12 — зів, 13 — тканина, 14 — магель, 15 — храповик, 16 — товарний навій.

## Галерея

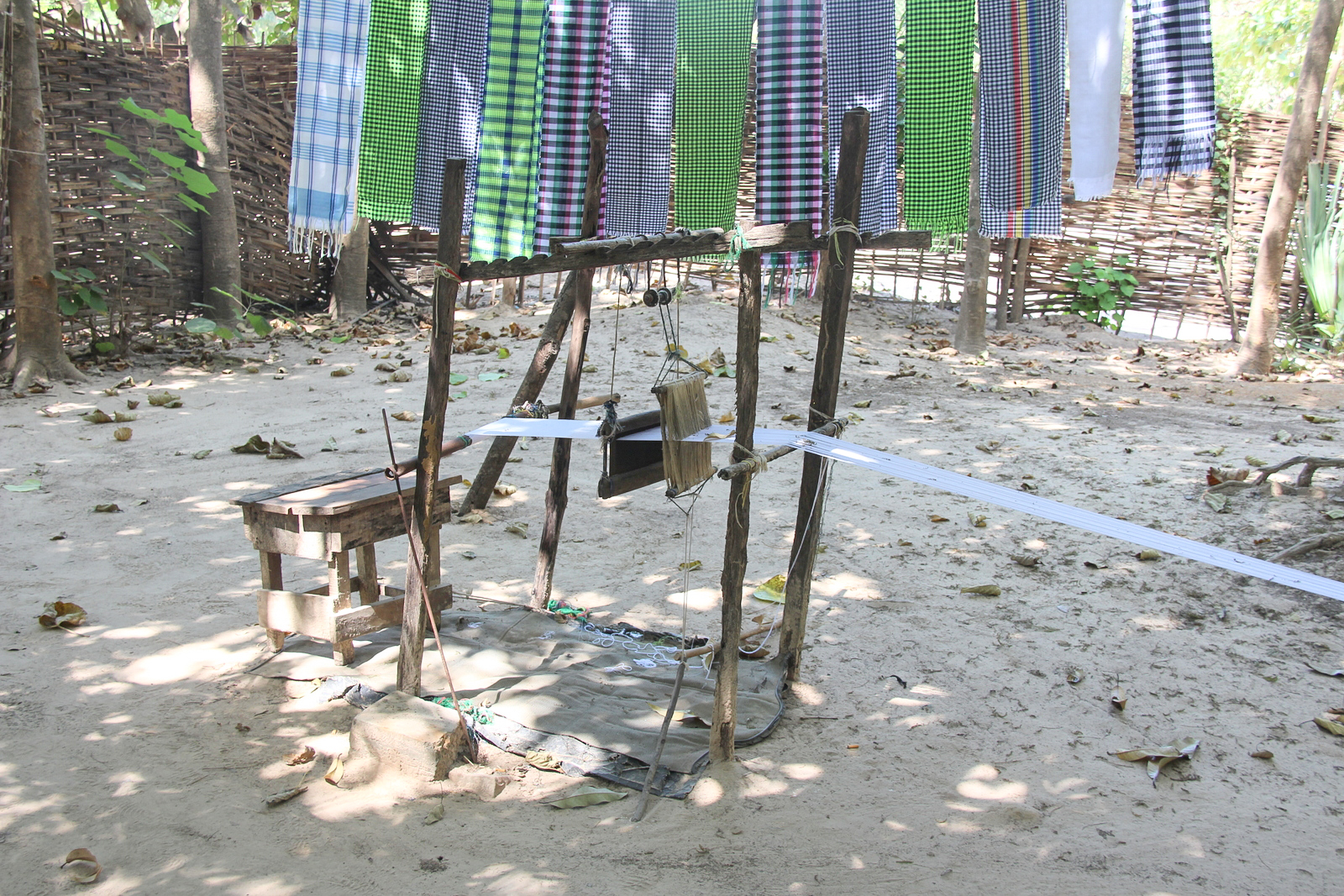
Примітивний ткацький верстат. Гамбія.
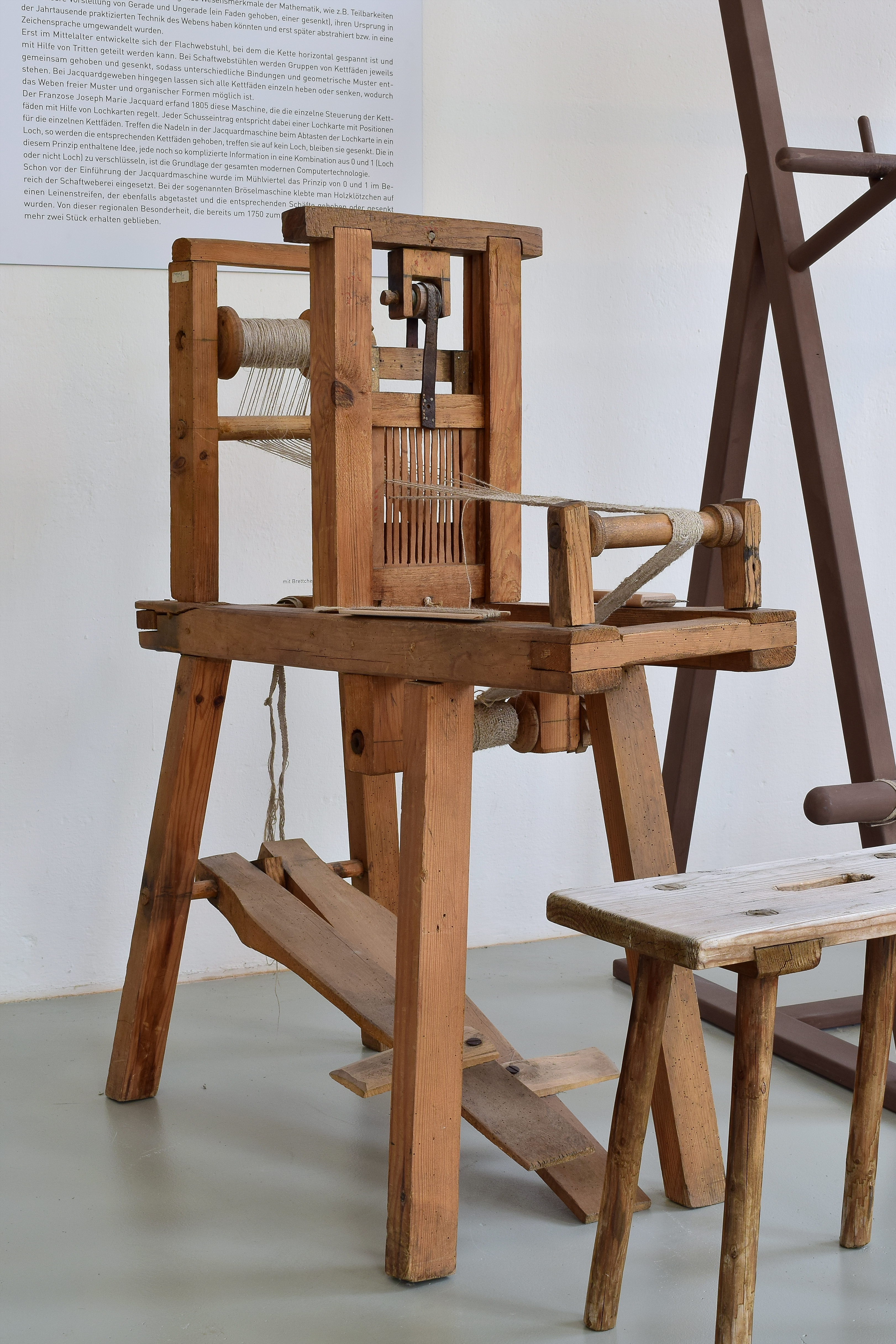
Вузький ручний ткацький верстат для ткання тасьми.
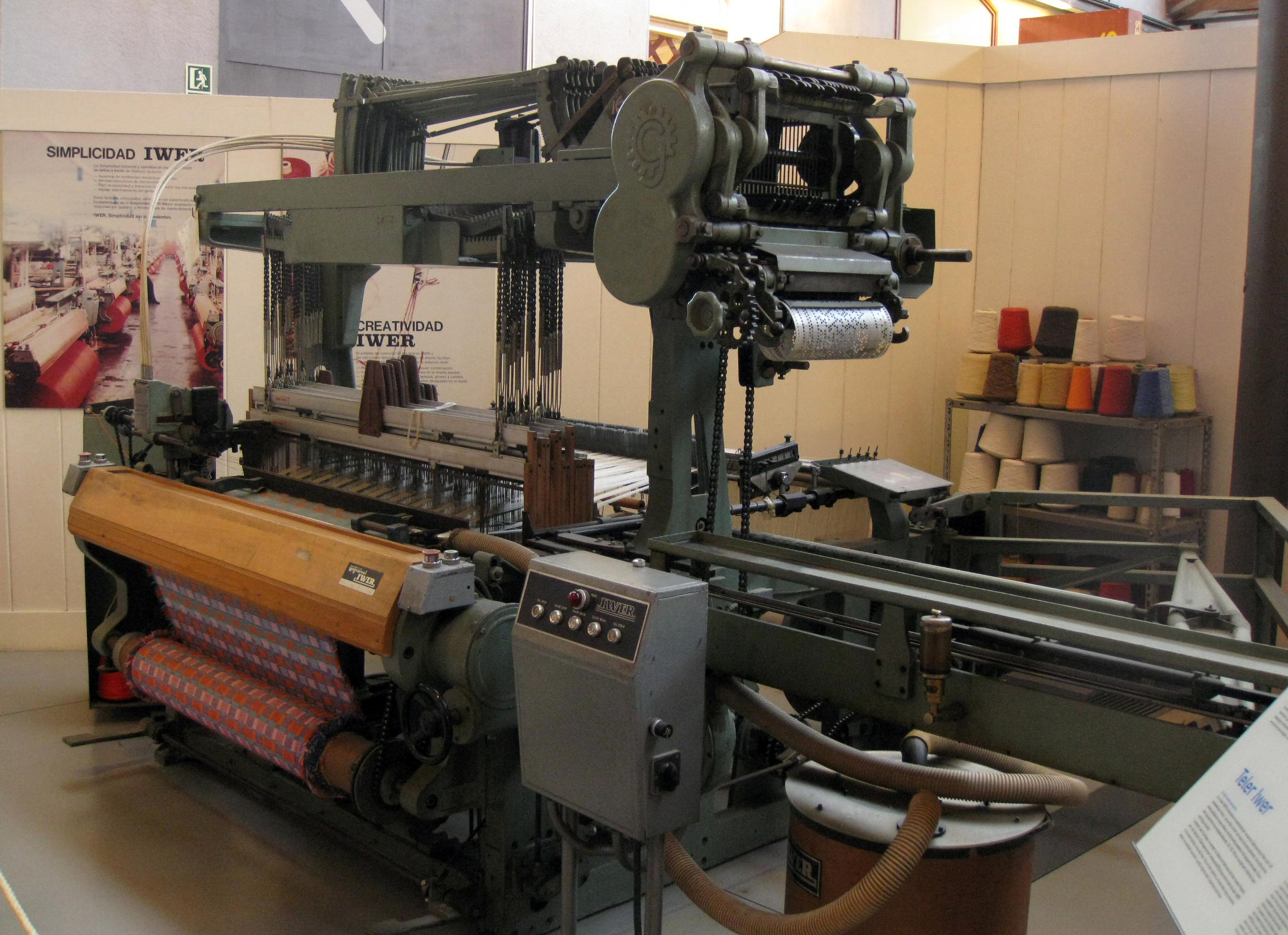
Ткацький верстат 1939 року з ткацької фабрики Мюллера, нинів в музеї в Ойскірхені, Німеччина
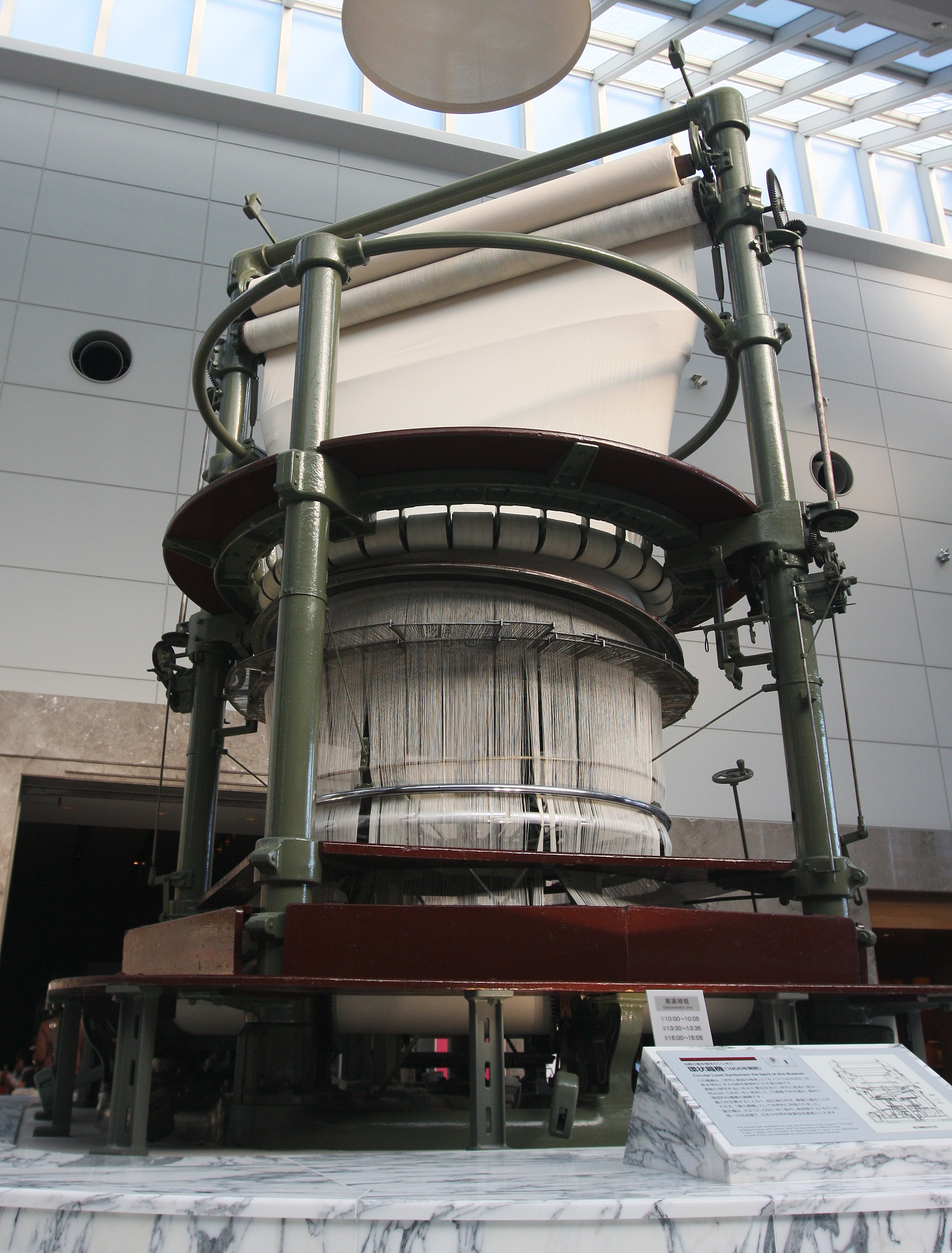
Каретковий ткацький верстат
- Круглий ткацький верстат